# Batu Raja (Tadu Raya)
Batu Raja is een bestuurslaag in het regentschap Nagan Raya van de provincie Atjeh, Indonesië. Batu Raja telt 425 inwoners (volkstelling 2010).